# IC 5328B
IC 5328B је спирална галаксија у сазвјежђу Феникс која се налази на листи објеката дубоког неба у Индекс каталогу.
Деклинација објекта је - 45° 12' 32" а ректасцензија 23h 33m 58,8s. Привидна величина (магнитуда) објекта IC 5328 износи 14,3 а фотографска магнитуда 15,0. IC 5328B је још познат и под ознакама ESO 291-30, PGC 71760.